# Phim truyện truyền hình Đài Loan
Phim truyền hình Đài Loan hay phim bộ Đài Loan (chữ Hán: 台灣電視劇; bính âm: Táiwān diànshìjù; Hán-Việt: Đài Loan điện thị kịch), thường được người hâm mộ gọi tắt là TDrama, TWDrama, phim Đài hay phim Đài Loan, là thể loại truyền hình kể về các mối quan hệ tình cảm thường mang tích kịch hoá theo phạm vi chung từ 10-41 tập. Chúng được sản xuất tại Đài Loan và ngày càng phổ biến trong cộng đồng nói tiếng Hoa phổ thông (Quan thoại) trên toàn thế giới. Thuật ngữ "phim truyền hình Đài Loan" được áp dụng cho các phim ngắn tập của Đài Loan nói chung, bao gồm cả những bộ phim chứa nhiều yếu tố hài hước hơn là chính kịch thông thường.

## Phạm vi phổ biến
Nhiều bộ phim truyện truyền hình Đài Loan đã và đang phổ biến trên khắp Đông Á và Đông Nam Á, góp phần tạo nên làn sóng văn hóa đại chúng Đài Loan ở những quốc gia này. Những bộ phim nổi tiếng nhất thường phổ biến ở Trung Quốc, Nhật Bản, Hồng Kông, Singapore, Malaysia, Thái Lan, Philippines, Việt Nam và Indonesia.
Phim truyền hình Đài Loan cũng được biết đến rộng rãi trong cộng đồng những người gốc Á tại hải ngoại. Nhiều fan club đã xuất hiện ở những quốc gia bên ngoài lãnh thổ Đài Loan. Các fan club còn liên quan ở một vài nước châu Á và nhiều nơi khác.

## Chủ đề
Những phim truyền hình Đài Loan phổ biến nói chung được chia thành hai mảng là: "phim thần tượng" (chữ Hán: 偶像劇; Hán-Việt: ngẫu tượng kịch) và "phim Đài ngữ" hay "phim nói tiếng Đài Loan" (chữ Hán: 台語劇; Hán-Việt: Đài ngữ kịch).
Phim thần tượng Đài Loan có nhiều điểm tương đồng về thể loại với phim truyền hình Nhật Bản và phim truyền hình Hàn Quốc, mặc dù chúng khác biệt đáng kể về chủ đề so với các bộ phim truyền hình Trung Quốc. Ví dụ, những bộ phim dựa trên tình cảm dân tộc và chính trị kém phổ biến hơn nhiều ở Đài Loan. Phim truyền hình Trung Quốc đại lục còn sử dụng các nam nữ diễn viên ở nhiều độ tuổi khác nhau. Ngược lại, những nam nữ diễn viên chính và phụ trong "phim thần tượng" tất cả đều độc quyền ở độ tuổi vị thành niên hoặc trong nhóm tuổi 20.
Hầu hết người Đài Loan nói tiếng Quan thoại, những ngôn ngữ phổ biến theo sau là tiếng Khách Gia và tiếng Phúc Kiến Đài Loan.

## Danh sách các diễn viên
Các diễn viên trong phim truyền hình Đài Loan, đặc biệt là "phim thần tượng" còn là các ca sĩ nhạc pop hay nhạc rock. Có nhiều diễn viên không đến từ Đài Loan, ví dụ như người Trung Quốc đại lục, Singapore hoặc Malaysia. Như trường hợp của Trương Đống Lương tuy mang quốc tịch Malaysia nhưng khởi nghiệp và hoạt động chủ yếu tại Đài Loan.
| - An Dĩ Hiên - Kha Chấn Đông - Tô Hữu Bằng - Hoàng Hồng Thăng - Quách Thái Khiết - Trương Thiều Hàm - Trần Đình Ni - Từ Hy Viên - Vương Tâm Lăng - Dương Cẩn Hoa - Đường Vũ Triết - Bành Vu Yến - Nguyễn Kinh Thiên - Trác Văn Huyên - Huỳnh Hiểu Minh (Trung Quốc) - Trần Ý Hàm - Ôn Thăng Hào - Trương Quân Ninh - Lâm Chí Dĩnh - Trịnh Nguyên Sướng - Nhan Hành Thư (cựu thành viên nhóm 183 Club) - Trương Hiếu Toàn - Vương Truyền Nhất - Quế Luân Mỹ - Hà Gia Kính (Hồng Kông) - Lý Quốc Nghị - Lâm Dư Hi - Ngô Tư Hiền - Hồng Ngôn Tường - An Tâm Á - Hòa Hạo Thần | - Hạ Quân Tường - Trương Đống Lương (Malaysia) - Lâm Vy Quân - Hà Nhuận Đông - Dương Thừa Lâm - Khưu Trạch - Chúc Phàm Cương (cựu thành viên nhóm 183 Club) - Park Shin Hye (Hàn Quốc) - Lâm Tâm Như - La Chí Tường - Hứa Vỹ Ninh - Hoắc Kiến Hoa - Ngô Tôn (cựu thành viên nhóm Phi Luân Hải) - Yoo Ha Na (Hàn Quốc) - Giản Bái Ân - Các thành viên nhóm 183 Club: Huỳnh Ngọc Vinh, Minh Đạo và Vương Thiệu Vỹ - Các thành viên nhóm 5566: Hứa Mạnh Triết, Vương Thiệu Vỹ, Tôn Hiệp Chí và Vương Nhân Phủ - Các thành viên nhóm 7 Flowers: Trần Kiều Ân, Triệu Hồng Kiều, Khuất Mân Khiết và Lại Vy Như - Các thành viên nhóm F4: Ngôn Thừa Húc, Chu Hiếu Thiên, Ngô Kiến Hào và Châu Du Dân - Các thành viên nhóm Phi Luân Hải: Viêm Á Luân, Thần Diệc Nho và Uông Đông Thành - Các thành viên nhóm Sweety: Tăng Chi Kiều và Lưu Phẩm Ngôn - Các thành viên nhóm S.H.E: Trần Gia Hoa, Điền Phức Chân và Nhậm Gia Huyên - Các thành viên nhóm Hey Girl: Quỷ Quỷ, Tiểu Huân, Đại Nha, Tiểu Man, Apple, Mei Mei, Tiểu Tiệp, Nha Đầu và Đồng Đồng - Các thành viên nhóm Lollipop: Tiểu Dục, Ngao Khuyển, Uy Liêm, A Vỹ (cựu thành viên: Vương Tử và Tiểu Kiệt) |